# Vicekampioen
Vicekampioen (ook: vicewereldkampioen) is een afleiding in het Nederlands die vanaf de jaren zestig van de 20e eeuw is overgenomen uit het Duits (Vizemeister) en aangeeft dat een sportclub of sporter de tweede plaats in een kampioenschap heeft bereikt.
De betekenis van het voorvoegsel vice- in dit woord strookt niet met het reguliere gebruik noch met de oorsprong ervan. Vice (ontleend aan het Latijn) betekent: in de plaats van, dat wil zeggen: bij afwezigheid van (denk aan vicevoorzitter). Iemand die de tweede plaats heeft bereikt, kan geen kampioen zijn als de nummer één er niet is.